# セレナード変ホ長調 (サン＝サーンス)
セレナード（フランス語: Sérénade） 変ホ長調 作品15 は、カミーユ・サン＝サーンスが1865年にピアノ、オルガン、ヴァイオリン、ヴィオラ（またはチェロ）のために作曲した室内楽曲。本作はサン＝サーンスが室内楽のためにオルガン（またはハーモニウム）を用いた最初期の曲で、これ以前にはハーモニウムとピアノのための6つの二重奏曲 作品8があるのみである。この作品には原曲の他に管弦楽版、ピアノ独奏版、ピアノ4手版、そしてオルガンパートをチェロが受け持つピアノ四重奏版が作られている。

## 概要
サン＝サーンスが本作の作曲に着手したのは1865年のことで、同年5月に完成、出版されてマチルド・ボナパルトへ献呈された。彼女は1860年にサン＝サーンスが従軍すると間もなく、彼の兵役を免除する取り計らいをしていた。初演は翌1866年1月7日のことで、ホーエンツォレルン家の夜会の場であった。このときにはオルガンを作曲者自身、ジュリアン・ソーゼーがピアノを受け持った。本作は同年中にあと2回演奏されていて、3度目の演奏にはエクトル・ベルリオーズ、シャルル・グノー、フランツ・リストが訪れた。

## 楽曲構成
アレグレット・トランクィロ、クアジ・アンダンティーノの単一楽章で構成される。演奏時間は約6-7分。